# 爆戦
爆戦（ばくせん）とは、零式艦上戦闘機に250キロ爆弾を携行できるようにした戦闘爆撃機。あるいは戦爆（せんばく）、戦爆機とも呼称する。
爆戦は「爆装零戦」（ばくそうれいせん）や「爆撃戦闘機」（ばくげきせんとうき）、「爆装戦闘機」（ばくそうせんとうき）の略称である。戦爆は「戦闘爆撃機」（せんとうばくげきき）の略称である。戦闘爆撃機の符号はｆbc。
マリアナ沖海戦では第三航空戦隊の第六五三海軍航空隊で運用され、戦爆部隊は「特別攻撃隊（特攻隊）」と呼称された。その後、500kg爆弾も搭載するようにもなり、神風特別攻撃隊にも使用された。

## 歴史

### 陸上部隊
戦爆の零式艦上戦闘機の攻撃により敵艦を撃破する構想は、フィジー・サモアへ侵攻する計画のFS作戦で本格的に検討された。目的は敵空母の発着艦能力を奪うこと、400海里（約740km）以遠の距離から零戦の長距離進出能力を活かしてアウトレンジ攻撃をかけ味方空母の保全を図ることであった。1942年（昭和17年）10月より後には、標的艦「摂津」を使用して降下爆撃が実施された。1943年（昭和18年）3月12日、戦爆の零式艦上戦闘機による降下爆撃研究の結果が報告された。研究は零戦の両翼下に60kg爆弾を装備し、急降下爆撃と緩降下爆撃を行ったもので、降下角度45度以上の急降下爆撃には不適であるが、緩降下爆撃を行った場合には35%から40%の命中率を記録した。また6G以内であれば機体強度に問題なく引き起こしが可能だった。60kg爆弾装備の戦爆の零戦による出撃は、艦爆隊の戦力が減少したソロモン戦線でしばしば行われた。戦訓として、戦闘機用爆弾投下器が性能低下を少なからず起こすため、改善する必要のあることが指摘された。
1943年（昭和18年）6月、九九式艦上爆撃機の旧式化による損害の増大、後継機（彗星、流星）の配備遅れから、零式艦上戦闘機を代用の艦爆として使用し、搭乗員に艦爆のパイロットを充てる計画が出現した。同年7月、零式艦上戦闘機による60kg爆弾2発を使用した爆撃は対飛行場攻撃で有望であった。対艦攻撃では高度約300mからの爆撃を行う必要があることが報告された。また爆撃照準器とエアブレーキを開発し装備することが要望された。ソロモン戦域で作戦行動についていた五八二空では、戦爆の零戦を用いた研究と攻撃が行われた。五八二空において零戦による緩降下爆撃の研究を行った艦爆の操縦員の所見は、点目標に対する攻撃は困難であるが面的な目標であれば攻撃可能であるというものだった。
緩降下爆撃訓練は以下のようなものであった。零戦は1kg演習用爆弾を両翼に搭載し、降下角度30度で突入した。速度は555km/hを軽く突破したが揚力がつきすぎて機体の頭が浮き、操縦員が力で押さえ込むことが難しかった。降下角度をより浅くした場合には艦爆とほぼ同等の爆撃精度が得られた。12月中旬以降、五八二空の司令は、九九艦爆による昼間攻撃を損害の激しさから中止し、その艦爆の操縦員を零戦に配置換えとするという決定を下した。12月15日のマーカス岬方面の攻撃に際し、爆装した戦爆の零戦15機、九九艦爆9機が、直掩の零戦40機に護衛されて出撃した。また16日には戦爆の零戦16機が、直掩の零戦38機に護衛されて出撃した。
この後五八二空はトラックに移動、五〇一空へ吸収された後に1944年（昭和19年）2月17日のトラック島空襲で大きな被害を受け、戦闘爆撃機隊（戦爆隊）としてそれ以上の活発な作戦行動はできなかった。

### 空母部隊
1944年（昭和19年）6月中旬、サイパンの戦いにともなって生起したマリアナ沖海戦で、戦爆は主に第六五三海軍航空隊（第三航空戦隊）に配備されて実戦投入された。653空や三航戦各艦では、戦闘爆撃隊、戦爆隊や、特別攻撃隊と呼称した。
三航戦は瑞鳳型航空母艦3隻（瑞鳳、千歳、千代田）で編制されており、この3隻は小型空母で飛行甲板も短く、新型の艦上機爆撃機や艦上攻撃機の運用に難があった。三航戦に搭載された第653海軍航空隊は艦上爆撃機（九九艦爆、彗星）を1機も搭載せず、戦闘爆撃機（爆装零戦）を艦爆の代用として使用した。空母機動部隊同士の海戦において、653空の戦爆は敵空母に先制攻撃をおこなって航空機運用能力を奪うことを企図した。
九九艦爆の操縦員と機体は著しく損失していた。このため艦爆操縦員だけでなく艦攻操縦員も、爆装した戦爆の零戦の搭乗者とされた。太平洋戦争初期に使用されたが残っていた零式艦上戦闘機二一型を、戦爆の零戦として使用することは、使用すべき機数の増加にもつながった。また搭乗員の練成に要する時間も、天山や彗星に比べて短縮が見込めた。
零戦の戦爆化にあたり、60kg爆弾ではなく250kg爆弾を使用することが三航戦司令部から求められた。1944年（昭和19年）4月、零戦二一型は250kg爆弾と増槽を装備して運用が可能であると結論づけられた。
零戦二一型を用いた戦爆は、両主翼内に燃料パイプを追加し、増槽から燃料を吸い上げられるよう改修した上で、統一型二型増槽（容量200リットル）を懸垂した。胴体下面には九七式爆弾懸垂架を装備し、250kg爆弾（九九式二五番通常爆弾）を搭載した。九九式二五番通常爆弾一型改一は全重248.9kg、炸薬60.7kgの対艦用徹甲爆弾で、急降下爆撃を行った場合、50mmの装甲を貫通した。

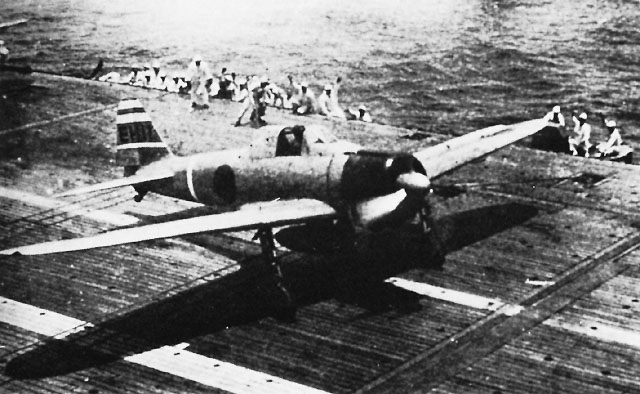
1942年10月26日、「翔鶴」から出撃する零戦二一型。戦爆隊はこの型の改修機を装備した

三航戦の戦爆隊の訓練は以下のようなものであった。戦爆は艦爆と艦攻を専修した操縦者であったため、戦闘機専修の操縦員と比較し空戦能力は低かった。訓練は3月2日から瀬戸内海の松山で開始された。空戦訓練は実施されず、曳的射撃の訓練を数度行うにとどまった。降下爆撃訓練の大半は瀬戸内海に点在する小島に対して緩降下を繰り返すものであった。実艦に対しては標的艦「摂津」に1、2回演習用爆弾を投下した。また4月17日には戦艦「大和」を目標として擬似襲撃訓練も行われた。戦爆隊は4機編隊で行動した。戦爆の零戦には爆撃照準器は装備されず、搭乗員は爆弾を目測で投下した。したがって命中可能な高度まで艦に肉薄することが要求された。爆撃高度は150mから300mであり、投下後は機体を海面すれすれに飛行させ高速で離脱した。離脱に際しては編隊を解き、2機ずつに分かれ、軌道を交差させて飛行した。これは敵戦闘機に食いつかれなくするための回避機動であった。しかし敵艦へ高度300mまで肉薄するため、敵艦の対空砲火によって撃墜される危険性は非常に高まった。攻撃訓練以外には、空母「千代田」「瑞鳳」「千歳」を使用しての発着艦訓練を行った。そのほか薄暮夜間訓練、編隊による夜間着陸、黎明総合訓練を行った。
一人乗りで洋上航法に不安がある戦爆の誘導役として、艦上攻撃機の天山艦上攻撃機が投入された。ただし往路は天山が誘導したものの、復路については天山は敵戦闘機の迎撃時に編隊を離脱、予定集合地点へ向かい、そこで15分から20分ほど戦爆隊を待つというものであった。戦爆隊員の回想によれば戦爆零戦の単機帰投訓練は行われず、復路の行程を単機でこなすのは相当の無理があった。帰投のためクルシー誘導装置が戦爆零戦の全機に標準装備された。ただしクルシーは有効距離が220海里にすぎなかった。戦爆隊がアウトレンジ戦法で進出した距離は330から400海里であることから、誘導する天山と合流できなかった戦爆零戦は一定距離を誘導なしで帰還しなければならなかった。クルシー誘導装置は衝撃に弱い欠点があり不具合が多く発生した。また爆戦零戦の操縦員がクルシー誘導装置に完全に習熟するには訓練が不足であった。
航続能力については両翼に燃料パイプを追加し、翼下面におそらくベニヤ製の増槽を装着したが、これは戦爆零戦の速度と運動性を大きく阻害した。通常時の零戦は巡航速度が約160ノット（約300km/h）であるのに対し、戦爆では130ノット（240km/h）程度に低下した。
このような状況下において、米空母を攻撃する零戦戦爆隊は1944年（昭和19年）6月19日から20日のマリアナ沖海戦に投入され、甚大な被害を出して撃退された。三航戦（653空）は6月18日時点で零戦二一型（戦爆）45機を有していた。6月19日の出撃後、42機のうち30機未帰還、二航戦の出撃機9機のうち未帰還は5機であった。653空の零戦二一型は19日時点で残存10、6月20日時点で残存4となっている。
このような結果を出した理由には、戦闘機専修者以外の操縦員が搭乗したにもかかわらず戦爆零戦は敵戦闘機に対してある程度の抵抗力を持つはずだと期待されたこと、十分な護衛戦闘機の零戦の随伴がなされなかったこと、往復路の誘導や爆撃法などに無理のあったこと、空戦訓練の不足などが挙げられる。加えて戦爆にしたことによる零戦の運動能力の低下が大きかったこと、また運用法を習熟したり不具合を洗い出すべき余裕も与えられず戦場に投入されたことによる。しかし戦艦「サウスダコタ」に唯一の直撃弾を浴びせたのは戦爆隊の1機であった。

### 特攻
大西瀧治郎中将は特攻用として爆装零戦を使用するよう命令し、1944年（昭和19年）10月20日に編成が終了した。敵戦闘機の攻撃を独力で排除して敵艦船に突入できる機体は零戦以外ないとするものであった。また量産体制が確立されていたことも零戦を特攻機に選定する理由の一つになった。零戦の搭載量は最大で700kg程度あり、500kg爆弾までならば搭載が可能だった。
1945年（昭和20年）、零戦五二丙型の主翼中央内部に特設の爆弾架を設けた試作機が完成した。特設爆弾架は従来の機体下面に突出する懸架装置と異なり、胴体内部に機械式の鉤（フック）を設け、この鉤に爆弾の弾体中央部に設けられたフックを掛けて吊るものだった。また胴体下面には、飛行中の風圧で爆弾が振動しないよう、弾体を4点でおさえる弾体制止用の小さな突起が埋め込み式に設けられていた。ほか爆弾の先端と後尾につけられた風車つきの信管には、ピアノ線の「風車押え」が通された。爆弾は操縦席からの手動操作によりワイヤーを介して鉤が外れ投下される。さらに左右主翼下に容量150リットルの統一型増槽を装備した。こうした改修を踏まえて零戦六二型が派生した。

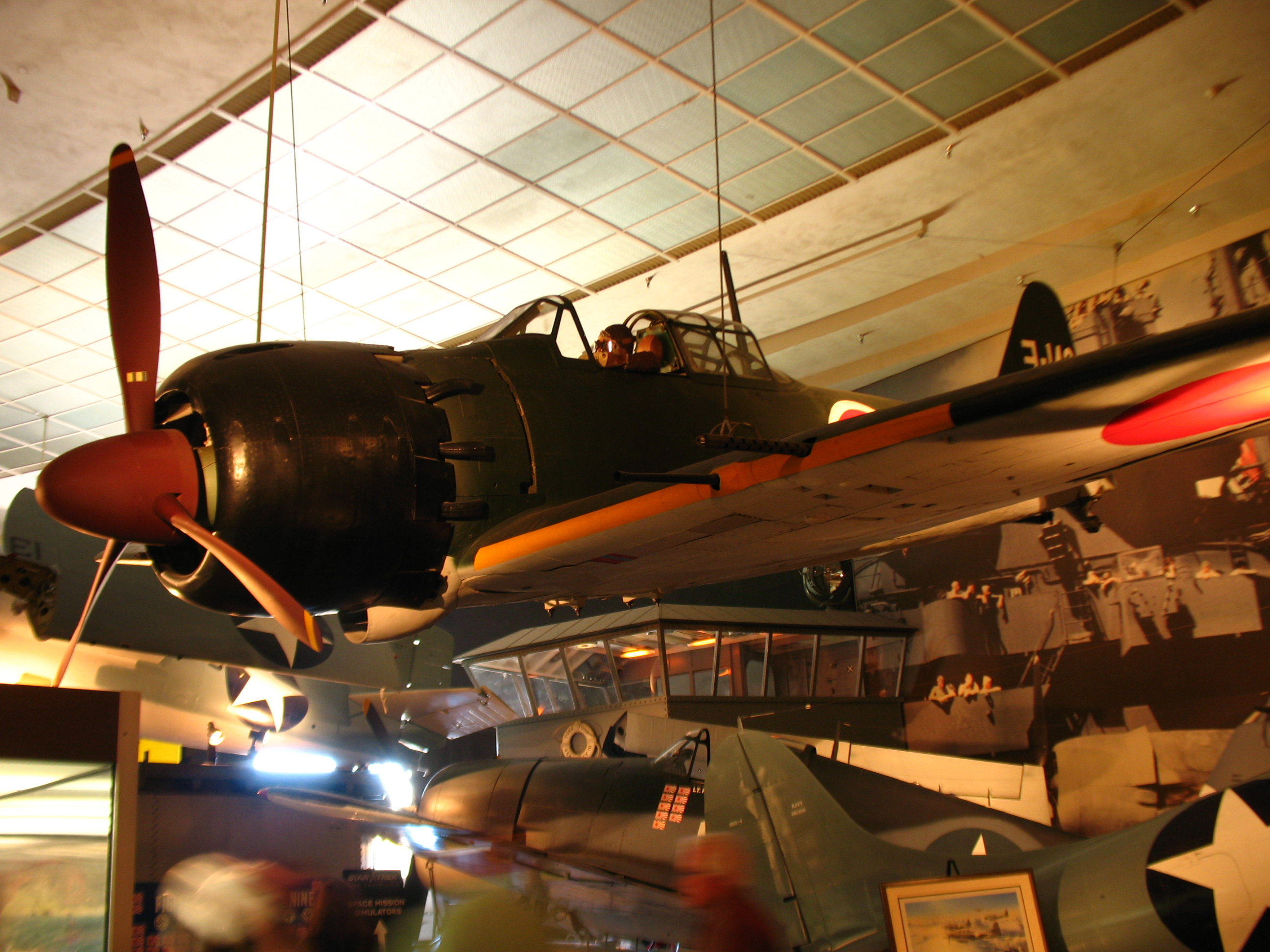
零戦六二型。機体胴体下面に、わずかに突き出した4つの振れ止めの金具が見える。

ほか特攻に転用された零戦二一型、零戦三二型は、九九式二五番通常爆弾一型、もしくは一型改一を搭載した。
特攻で使用された零戦五二型以降の爆戦に搭載した爆弾は、1945年（昭和20年）春ごろからすべて500kg爆弾（五〇番通常爆弾二型）に変えられた。この対艦用爆弾は全重507.3kg、下瀬火薬を221kg充填の徹甲爆弾であったが、貫通性能は不満足なもので70mm装甲を完全に貫通する威力は持たなかった。1945年（昭和20年）6月には、爆戦零戦がもはや二五番通爆の爆装を施していないこと、搭載する爆弾は五〇番通常爆弾二型または改一であることが報告され、爆戦零戦の爆弾架は五〇番に限定すべきであると指摘された。
500kg爆弾を搭載した爆戦零戦の運動性は著しく低下した。1945年（昭和20年）4月16日、鹿屋基地では零戦に500kg爆弾を搭載し特攻するよう命令が下った。これに対し搭乗員は懸念を示した。まず離陸が難しいため、出撃するだけでも相当な技量が必要とされた。エンジン出力を全開にして離陸しても速力がつかなかった。機は上昇力に欠け、飛行場いっぱいを這うように飛行してもなかなか浮上しなかった。50mほどの高度をとるのにも時間がかかっている。

## 運用
もともと零戦には、60キロ、30キロの爆弾を両翼に1個ずつ携行できるように設計製造されていたが、250キロ爆弾を搭載することは全く考えられていなかった。しかし、胴体下の増槽タンクに代えて250キロ爆弾を携行できるように改修して戦闘爆撃機にすることは困難ではなかった。
零戦が戦闘爆撃機として利用された理由は、1943年の時点で、中型空母だが低速の隼鷹型や、軽空母（瑞鳳型、千歳型）で満足に使用できる艦上爆撃機がなかったことにある。しかし、爆戦なら中小空母でも活用できるし、性能も九九式艦爆より良く、爆弾投下後は戦闘機としてある程度の期待が持てる利点があった。さらに航空機輸送に従事していた大鷹型航空母艦に戦爆を搭載して機動部隊に編入すれば、エセックス級航空母艦を擁するアメリカ海軍空母機動部隊に少しでも対抗できる可能性があった。
爆戦の問題は、搭乗員が一人であるため、洋上での行動能力が二人乗りの艦上爆撃機より小さく、爆撃の命中精度も急降下爆撃が可能な艦爆ほど期待はできなかった。また、優秀な戦闘機搭乗員を用意するのは困難であり、爆弾投下後の戦闘に期待することも無理があった。
特攻では、浅い命中角度では爆弾が艦の装甲の上で跳弾した。そこで投下実験を繰り返し、最小撃角が割り出された。撃角が90度に近くなるほど爆弾の激突する威力が増した。第五航空艦隊参謀の回想では突撃角度は35度から55度、高度は500mから2,000mと想定された。攻撃開始速度を100m/s(360km/h)とすると、その時点で投下された爆弾の終速は、高度500mで198m/s、高度1,000mで239m/s、高度2,000mの場合は298m/sに達する。飛行機本体の最終突入速度は200m/s(720km/h)程度と予測された。照準は空母の場合には艦橋もしくは前部エレベーターを狙い、輸送船では船橋または船首から3分の1の範囲を目標とした。

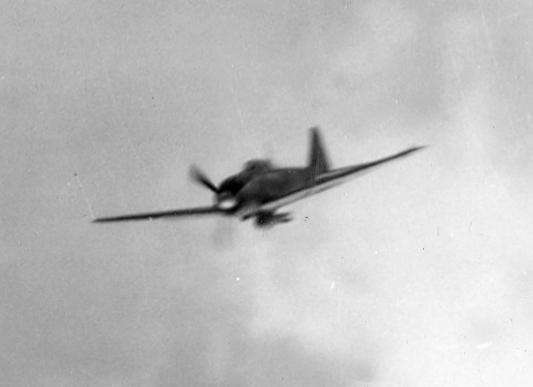
1945年5月14日「エンタープライズ」に突入する500kg爆弾を搭載した零戦(富安俊助中尉搭乗)。「エンタープライズ」は直撃され大破、修理のため本国へ回航、太平洋戦争に再戦不能となった

フィリピン海域では高高度の接敵が可能だったが、沖縄戦ではアメリカ海軍艦艇によるレーダー網が厳重になったため接敵高度は低下した。そのような状況下で爆戦零戦の特攻機の突入を成功させるには、護衛戦闘機の直掩隊、欺瞞紙を撒いて敵のレーダーに偽の反射波を送り出すレーダー欺瞞隊、敵情を偵察する偵察機部隊を充実させる必要があった。
さらに戦術として
- まずアメリカ海軍のレーダーピケット艦（レーダー搭載の前衛駆逐艦）を攻撃して警戒網を除去
- 同時にレーダー欺瞞隊が欺瞞紙を散布
- 欺瞞隊、直掩隊が進路を迂回して進入し、敵戦闘機をひきつける
- 爆戦零戦の特攻機を分け、時間差で進入する

などの行動を取った。
しかし実際には兵力の損耗により、菊水作戦以降はこうした大規模な航空戦力の編成は難しくなり、3機から5機と少数の爆戦に、数機の零戦を直掩と戦果確認を兼ねて随伴させただけであった。また直掩零戦隊の損耗が激しくなると、特攻隊は直掩されることを辞退するようになった。